# Llista d'episodis de Little Britain
La sèrie de televisió anglesa Little Britain consta de tres temporades de deu, set i sis episodis respectivament. A la Gran Bretanya, la primera temporada va començar el 9 de febrer i va acabar el 4 de novembre del 2003. La segona temporada va emetres durant el 19 d'octubre i el 23 de novembre de 2004. La tercera temporada es va emetre del 17 de novembre de 2005 fins al 24 de desembre del mateix any.
A Catalunya, la sèrie s'emet pel canal juvenil 3XL. S'emet des del 21 de maig de 2011 i cada dissabte s'estrena un nou capítol.

## Temporades
| Temporada | Temporada | Episodis | Duració al Regne Unit                           | Duració a Catalunya                        | Duració a Catalunya |
| --------- | --------- | -------- | ----------------------------------------------- | ------------------------------------------ | ------------------- |
|           | 1         | 10       | 9 de febrer de 2003 - 4 de novembre de 2003     | 21 de maig de 2011 - 9 de juliol de 2011   |                     |
|           | 2         | 7        | 19 d'octubre de 2004 - 23 de novembre de 2004   | 9 de juliol de 2011 - 23 de juliol de 2011 |                     |
|           | 3         | 6        | 17 de novembre de 2005 - 24 de desembre de 2005 | 21 de juliol de 2011 - 13 d'agost de 2011  |                     |

## Llista d'episodis

### Primera temporada
| #  | #  | Títol en català | Data d'estrena al Regne Unit | Data d'estrena a Catalunya |  |  |
| 1  | 1  | Pilot           | 9 de febrer de 2003          | -                          |  |  |
|    |    |                 |                              |                            |  |  |
| 2  | 2  |                 | 16 de setembre de 2003       | 21 de maig de 2011         |  |  |
|    |    |                 |                              |                            |  |  |
| 3  | 3  |                 | 23 de setembre de 2003       | 28 de maig de 2011         |  |  |
|    |    |                 |                              |                            |  |  |
| 4  | 4  |                 | 30 de setembre de 2003       | 4 de juny de 2011          |  |  |
|    |    |                 |                              |                            |  |  |
| 5  | 5  |                 | 7 d'octubre de 2003          | 11 de juny de 2011         |  |  |
|    |    |                 |                              |                            |  |  |
| 6  | 6  |                 | 14 d'octubre de 2003         | 18 de juny de 2011         |  |  |
|    |    |                 |                              |                            |  |  |
| 7  | 7  |                 | 21 d'octubre de 2003         | 25 de juny de 2011         |  |  |
|    |    |                 |                              |                            |  |  |
| 8  | 8  |                 | 28 d'octubre de 2003         | 2 de juliol de 2011        |  |  |
|    |    |                 |                              |                            |  |  |
| 9  | 9  |                 | 4 de novembre de 2003        | 9 de juliol de 2011        |  |  |
|    |    |                 |                              |                            |  |  |
| 10 | 10 |                 | Només en DVD                 | -                          |  |  |
|    |    |                 |                              |                            |  |  |

### Segona temporada
| #  | # | Títol en català | Data d'estrena al Regne Unit | Data d'estrena a Catalunya |  |  |
| 11 | 1 |                 | 19 d'octubre de 2004         | 9 de juliol de 2011        |  |  |
|    |   |                 |                              |                            |  |  |
| 12 | 2 |                 | 26 d'octubre de 2004         | 16 de juliol de 2011       |  |  |
|    |   |                 |                              |                            |  |  |
| 13 | 3 |                 | 2 de novembre de 2004        | 16 de juliol de 2011       |  |  |
|    |   |                 |                              |                            |  |  |
| 14 | 4 |                 | 9 de novembre de 2004        | 14 de juliol de 2011       |  |  |
|    |   |                 |                              |                            |  |  |
| 15 | 5 |                 | 16 de novembre de 2004       | 23 de juliol de 2011       |  |  |
|    |   |                 |                              |                            |  |  |
| 16 | 6 |                 | 23 de novembre de 2004       | 20 de juliol de 2011       |  |  |
|    |   |                 |                              |                            |  |  |
| 17 | 7 |                 | Només en DVD                 | -                          |  |  |
|    |   |                 |                              |                            |  |  |

### Tercera temporada
| #  | # | Títol en català | Data d'estrena al Regne Unit | Data d'estrena a Catalunya |  |  |
| 18 | 1 |                 | 17 de novembre de 2005       | 21 de juliol de 2011       |  |  |
|    |   |                 |                              |                            |  |  |
| 19 | 2 |                 | 24 de novembre de 2005       | 27 de juliol de 2011       |  |  |
|    |   |                 |                              |                            |  |  |
| 20 | 3 |                 | 1 de desembre de 2005        |                            |  |  |
|    |   |                 |                              |                            |  |  |
| 21 | 4 |                 | 8 de desembre de 2005        | 2 d'agost de 2011          |  |  |
|    |   |                 |                              |                            |  |  |
| 22 | 5 |                 | 15 de desembre de 2005       | 3 d'agost de 2011          |  |  |
|    |   |                 |                              |                            |  |  |
| 23 | 6 |                 | 24 de desembre de 2005       |                            |  |  |
|    |   |                 |                              |                            |  |  |